# Leslie Francis
Leslie „Les“ Francis (* 25. Mai 1956) ist ein ehemaliger südafrikanischer Dartspieler.

## Biografie
Der aus Gauteng stammende Leslie Francis nahm 2005 am WDF World Cup teil, wo er Markus Korhonen unterlag. Durch einen Sieg über Devon Petersen beim afrikanischen Qualifikationsturnier für die PDC World Darts Championship 2010 gab er im Dezember 2009 sein WM-Debüt bei der PDC. In der Vorrunde unterlag er dem Iren Aodhagan O’Neill mit 2:4.

## Weltmeisterschaftsresultate

### PDC
- 2010: Vorrunde (2:4-Niederlage gegen  Aodhagan O’Neill)